# Huta Polańska
Cet article possède un paronyme, voir Polańska.
Huta Polańska est une localité polonaise de la gmina de Krempna, située dans le powiat de Jasło en voïvodie des Basses-Carpates.